# Casa museo di Giovanni Battista Cima
La Casa museo di Giovanni Battista Cima è un museo di Conegliano, situato nel centro storico della città, alle spalle del Duomo di Santa Maria Assunta e San Leonardo.
Situata in via Cima, la casa museo è il luogo dove nel Rinascimento visse il pittore coneglianese Giovanni Battista Cima.

## Architettura
Casa Cima, in buone condizioni dopo il restauro che l'ha salvata dal degrado, è inserita nel susseguirsi di piccole facciate della via retrostante il Duomo; la sua struttura è quella di un edificio a due piani più l'ammezzato di sottotetto, anticamente sede dell'attività artigianale della famiglia del pittore.

## Museo
A partire dal restauro casa Cima è diventata un piccolo museo archeologico, contenente reperti trovati nel territorio di Conegliano e perlopiù risalenti a un'epoca compresa tra neolitico ed età romana, nonché un'esposizione di riproduzioni fotografiche delle opere del Cima.
L'edificio inoltre ospita la Fondazione Cima, promotrice del progetto.

## Statua di Cima da Conegliano
Il Lions Club di Conegliano ha celebrato la figura di Giovanni Battista Cima con la realizzazione di una “Statua Urbana” in bronzo dedicata al pittore.
L'opera realizzata dall'artista Salvatore Grillo è collocata nel centro storico della città di fronte alla sua casa Natale. 

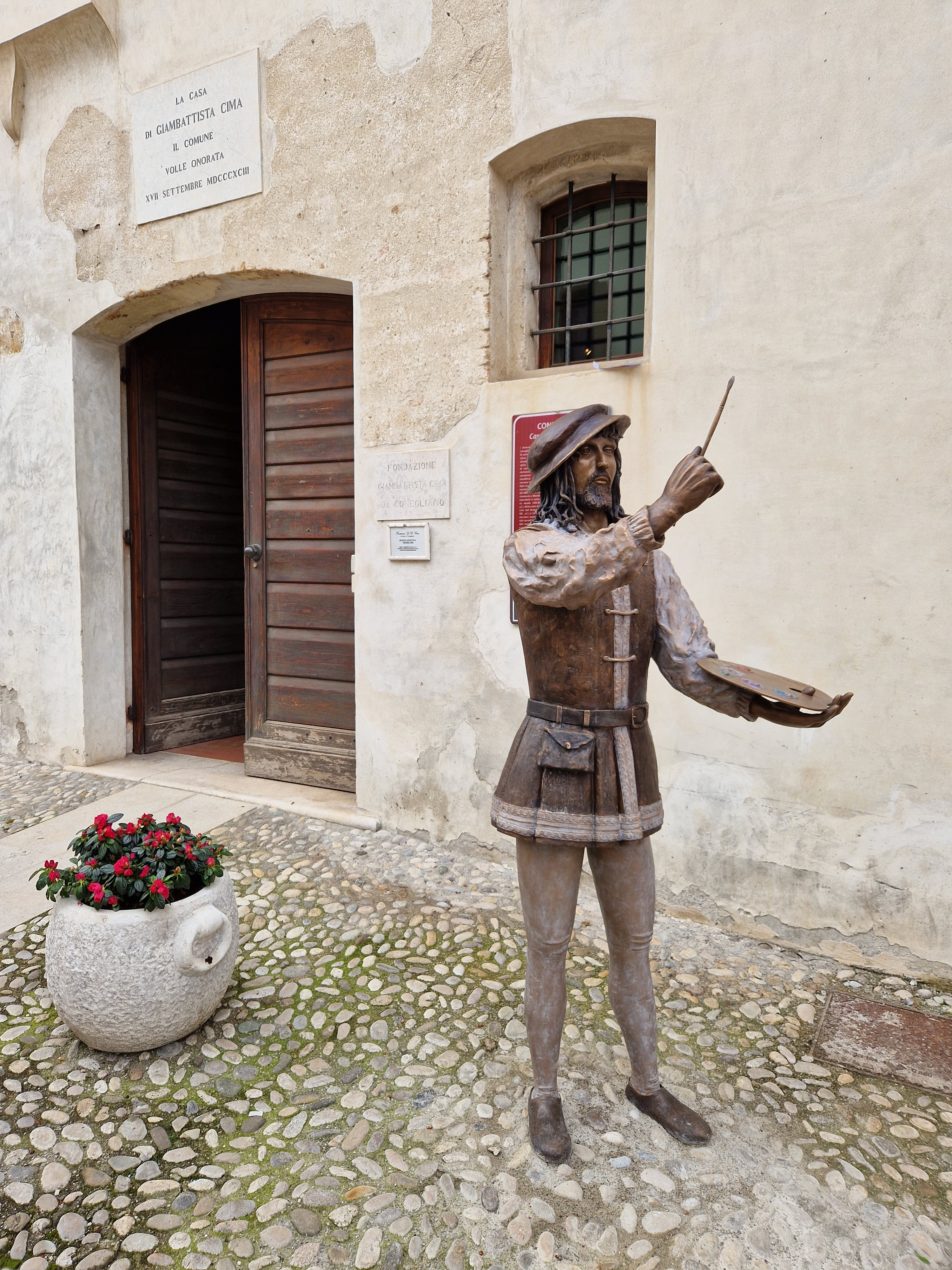
Statua di Cima da Conegliano